# Stéphane Hennebert
Pour les articles homonymes, voir Hennebert.
Stéphane Hennebert, né le 2 juin 1969 à Lobbes, est un coureur cycliste belge. Professionnel de 1992 à 2000, il a remporté le Grand Prix d'ouverture La Marseillaise et le Grand Prix Jef Scherens.

## Palmarès

### Palmarès amateur
- 1990
  - 3e du Circuit Het Volk amateurs
- 1991
  - Circuit Het Volk amateurs
  - 2e de la Flèche du port d'Anvers
  - 2e de Paris-Roubaix amateurs
  -  Médaillé d'argent du championnat du monde militaire du contre-la-montre par équipes
  - 3e du championnat de Belgique sur route amateurs

### Palmarès professionnel
- 1992
  - 1re étape du Tour de l'Essonne
  - 2e du Grand Prix d'Isbergues
  - 2e du Grand Prix de Fourmies
  - 3e du Tour de la Haute-Sambre
- 1993
  - 3e du Tour de la Haute-Sambre
- 1994
  - 2e du Tour du Limbourg
- 1995
  - Grand Prix d'ouverture La Marseillaise
- 1996
  - 2e du Samyn
  - 2e du Grand Prix de Lillers
  - 3e de la Flèche hesbignonne
- 1997
  - Grand Prix Jef Scherens